# 国鉄ワキ700形貨車
国鉄ワキ700形貨車（こくてつワキ700がたかしゃ）は、かつて日本国有鉄道（国鉄）および前身である鉄道省等に在籍した有蓋貨車である。

## 概要
太平洋戦争中の1943年（昭和18年）に、30両（ワキ700 - ワキ729）が製作された、30 t積み二軸ボギー有蓋車である。製造所は、ワキ700 - ワキ714が鉄道省大宮工機部、ワキ715 - ワキ729が同大井工機部である。
本形式は、日本海軍（海軍省）が所有した私有貨車で、落成時の常備駅は横須賀線の逗子駅（第2海軍航空廠）や佐世保線の日宇駅（第21海軍空廠）など、基地所在駅であった。主な任務は海軍工廠から基地へ航空魚雷や航空爆弾を輸送することである。基本的に汎用の有蓋車は車両の私有が認められないのが原則であるが、積荷の九一式航空魚雷は全長5.5 m、重量1.0 tに達する長尺の重量物であり、荷役扉の狭い一般構造の有蓋車では荷役に支障をきたし、輸送効率にも難があることから、専用有蓋車の私有が認められたものである。私有貨車には所有者名を車体に標記するのが原則であるが、当時は防諜の観点から所有者標記は省略されていたようである。
そのため、本形式は長尺重量物の輸送に特化した構造とされており、側引戸は幅3.5 mの外吊り式の両引き戸とされ、それが車体側面に向かって左側にオフセットした位置に設けられており、左右で点対称となる。また、車内には荷役用のホイストが設けられている。1944年（昭和19年）には、特攻兵器である人間魚雷「回天」の輸送用として、6両が屋根に搬入口を設けたといわれるが、詳細は不明である。
台枠は、台車間の中梁の高さを増した魚腹台枠である。全長は14,750 mm、車体長は13,950 mm、ボギーセンター間は10,400 mm、自重は20.0 tで、小口急行便用のワキ1形よりも大きく、新造車としては当時最大の有蓋車であった。台車は、高速用の鋳鋼製台車TR24を履いており、最高速度85 km/hであるが、1943年（昭和18年）2月2日より戦時対応により95 km/h にて運用され、1945年（昭和20年）に海軍省が廃止された後も1947年（昭和22年）8月31日までこの措置がとられていた。

## 戦後の状況
本形式は、4両が戦中に廃車となり、1945年（昭和20年）8月に日本が敗戦すると、進駐してきた連合国軍により日本軍が解体されたため、軍の所有物であった本形式は、26両が大蔵省に移管された。本形式は本来の用途を失ったものの、その収容力の大きさからワキ1形などと同様荷物車代用や急行便用として使用されるケースも多くなり、戦後間もない頃には「代用客車」としても使用されたようである。荷物車代用として使用された車両の中には、車内に電灯を取り付け、妻板に貫通扉を設けたものがある。
本形式のうち2両（ワキ704, ワキ709）は連合国軍に接収され、連合軍専用客車として改装された。詳細については後述する。
また、1952年（昭和27年）には、配給車代用として使用されていた無蓋貨車トキ10形を配給電車クヤ7形（後のクヤ9210形）に改造するにあたり、トキ10形のアーチバー型台車TR20と本形式5両のTR24を交換することとなった。台車交換車の最高速度は、65 km/hに制限された。対象となった車両の番号は、一部（ワキ701, ワキ702, ワキ710）が確認されている。
所有権は1958年（昭和33年）に国鉄に移り、汎用の大型有蓋車として運用されたが、晩年はその収容力と内蔵クレーンを活かして救援車代用とされるものが多かった。運用に制限のついた台車交換車はあまり使用されることなく、早期に事業用に転用されたようである。形式消滅は、1977年（昭和52年）である。

## 連合軍専用客車
戦後の1946年（昭和21年）、本形式から2両が連合軍専用客車として接収された。これらは、他の専用車と同様に明るい茶色の車体に白帯を巻いた姿となり、連合軍専用列車で運用された。その詳細は次のとおりである。

### 軍名称 NILES
1946年（昭和21年）8月に長野工機部で改造され、同年9月に指定されたもので、種車はワキ709である。軍番号は2952、軍名称はNILESで、衛生車（Laboratory Car）とされ、研究設備を設けた軍番号2951 TROY（オミ331）とペアを組み、伝染病や寄生虫の予防、被爆地の視察等に使用された。妻面には貫通扉、室内に発電用のガソリンエンジンとボイラー、空気圧縮機を設置し、現地視察用の軍用車両（ジープ）を搭載できるよう改造され、屋根には通風器と煙突が設置された。
形式称号の変遷は、この頃に規程の改正が頻繁に行われたため複雑である。形式称号は、改造当初はホミ41形（ホミ411）を一時的に称したが、間もなくホミ82形（ホミ821）に改称され、1948年（昭和23年）12月の称号規程改正では雑形編入されてホミ820形（ホミ821）に、1949年（昭和24年）6月の車輌換算法改正では記号が「ナミ」に改められた。1953年（昭和28年）6月の称号規程改正ではナミ1830形（ナミ1830）とされた。接収は1953年（昭和28年）11月に解除され、1959年（昭和34年）2月18日には貨車に復帰して、番号もワキ709に戻された。

### 軍名称 LITTLE FALLS
1947年（昭和22年）8月に、大宮工機部においてワキ704を酒保車（P.X. Car）としたものである。酒保車とは、米軍キャンプを巡回して物品の販売を行う車両のことで、本車は商品の倉庫として使用された。接収にともなって、妻面に貫通扉、側窓が1箇所に設けられた以外は大きな変化はなく、1949年（昭和24年）6月には荷物車（Baggage Car）に種別変更されたが、その際にも大きな変化はなかったと思われる。
最初の軍番号は2727であり、荷物車転用後は3042となった。軍名称は一貫してLITTLE FALLSであった。接収は1949年（昭和24年）11月に解除され、国鉄に返還された。
接収当初はホミ83形（ホミ832）、1948年（昭和23年）12月の規程改正では雑形編入されてホミ825形（ホミ825）となり、1949年（昭和24年）6月の車輌換算法改正により、記号が「ナミ」に改められている。返還後は貨車に戻され、原番復帰したものと推定されている。